# 쿠빙스
쿠빙스는 가정용 원액기, 전문가용 원액기, 전문가용 블렌더를 제조 및 판매하고 있는 소형 주방가전 기업이다. 전 세계 90개국에 원액기와 블렌더를 판매하고 있으며, 매년 국제적인 해외 전시회에 참가하고 있다.

## 글로벌 전시회 참여
쿠빙스는 상업용 오토 진공 블렌더 셰프 CB1000을 비롯해 상업용 원액기(CS600·CS700)까지 출품하여, 카페·레스토랑 등 상업용 환경에 최적화된 제품 라인업을 선보였다.
쿠빙스 관계자는 “미국 최대 규모 전시회인 ‘NRA Show 2024’에 참여해 쿠빙스의 기술력이 보장된 제품들을 알리게 돼 기쁘게 생각한다”며 “이번 전시회 참여를 바탕으로 바이어들과의 관계를 강화하여 글로벌 주서 시장에서의 경쟁력을 높이는데 최선을 다하겠다”고 말했다.

## AI 마케팅 접목
최근 AI 기술이 전 세계적으로 주목받으면서 쿠빙스는 직원들의 업무 생산성과 효율성을 높이고 차별화된 고객 경험을 제공하기 위해 AI 기술을 접목 업무를 확대해 나가는 중이다.
쿠빙스는 마케팅, 디자인, 영상 등 여러 직무에서 AI 도구를 활용하고 있다. 마케팅 전략 수립 및 성과 측정뿐만 아니라 생성형 AI 툴을 활용해 맞춤화된 이미지 및 영상을 제작하여 글로벌 콘텐츠를 지속적으로 생산하고 있다. 특히 자사에서 활용 중인 이미지 생성 AI 플랫폼 미드저니(Midjourney)는 단순 텍스트 입력만으로 독창적인 결과물을 제공하여 기존과는 차별화된 새로운 콘텐츠를 고객에게 선보일 수 있어 유용하다.
쿠빙스 관계자는 "마케팅 분야에서 생성형 AI 기술 활용은 빠르게 변화하는 트렌드에 맞춰가며 고객의 반응을 이끌어낼 수 있는 콘텐츠를 신속히 제작할 수 있는 장점이 있다"며, "앞으로도 AI 기술을 활용해 다양한 고객 마케팅 활동을 추진하며, 글로벌 시장에서 경쟁력을 강화할 것이다."고 말했다.

## 연혁
- 2025.02'키친 이노베이션 어워드 2025' 수상(독일)[4]
- 2024.10 쿠빙스, 싱가포르‘FHA 2024’ 참가[5]
- 2024.01 Good Housekeeping ‘7 Best Juicer of 2024’ 선정 (미국)
- 2017.02 iF 디자인 어워드, 레드닷 디자인 어워드, IDEA 파이널 리스트 선정[6]
- 2016.12 '스파크 디자인 어워드 2016' 선정 (미국)
- 2015.07 '월드 클래스 300 기업' 선정 (산업통상자원부)[7]

## 관련 뉴스
- 쿠빙스 'REVO830' 英소비자 잡지 '최고의 주서' 호평[8]
- 쿠빙스, 日‘건강박람회 2025’ 참가… 블렌더‧원액기 선봬[9]
- 쿠빙스, 독일 ‘2025 키친 이노베이션 어워드’ 수상[10]
- 쿠빙스, 가정용 핸즈프리 슬로우 주서 ‘KHS-650SK’ 출시[11]
- 쿠빙스, AI 기술 접목 확대···고객 마케팅 혁신 가속화[12]